# Ust-usinskie powstanie łagierników
Ust-usinskie powstanie łagierników (ros. Усть-Усинское восстание заключённых) – antysowieckie wystąpienie zbrojne łagierników w Workucie na początku 1942 roku.
Bunt wybuchł pod koniec stycznia 1942 roku w łagpunkcie „Liesorejd” w rejonie wsi Ust-Usa w Sowieckiej Socjalistycznej Republice Komi. Przebywało tam ponad 200 zesłańców, w tym ponad 100 politycznych. Przygotowania rozpoczęły się już jesienią 1941 roku. Kierował nimi komendant obozu Mark Retiunin, który sam był wcześniej skazańcem osądzonym za bandytyzm. W łagpunkcie nie było funkcjonariuszy operacyjnych NKWD, stąd agentura wśród osadzonych była słabo rozwinięta i nie poinformowała o spisku ograniczonym jedynie do 15 osób. Planowali oni wyzwolić osadzonych w obozie, rozbroić ochronę, a następnie opanować wieś Ust-Usa, paraliżując działalność miejscowej administracji. Tam miano sformować oddział zbrojny w celu dotarcia do Kożwy, skąd koleją spiskowcy udaliby się w 2 kierunkach: na Kotlas i Workutę z planem oswobodzenia reszty łagrów. Bunt wybuchł 24 stycznia 1942 roku. Większość członków ochrony została rozbrojona. 125 spiskowców pod wodzą Retiunina, uzbrojonych w 12 karabinów ręcznych Mosina i 4 rewolwery Nagant, ruszyła do Ust-Usy. Pozostali rozproszyli się po okolicy. We wsi doszło do kilkugodzinnej walki, w wyniku której zginęło 9 łagierników oraz padło 14 zabitych i 11 rannych funkcjonariuszy oraz urzędników sowieckich. Zdobyto kolejne egzemplarze broni i oswobodzono 38 więźniów z miejscowego więzienia, z których 27 przyłączyło się do buntu. W nocy z 24 na 25 stycznia został opanowany niewielki łagpunkt i wieś Akiś, w której zdobyto magazyn broni ochrony obozowej. Rano 25 stycznia oddział dotarł do wsi Ust-Łyża, zabierając stamtąd odzież i zaopatrzenie. Wieczorem 27 stycznia zwiad oddziału ochrony, wysłanego w celu rozprawy z buntownikami, natknął się na nich ok. 65 km od wsi Ust-Łyża. Rano 28 stycznia w lesie nad rzeką Łyża doszło do boju, który zakończył się śmiercią 16 łagierników. Oddział ochrony stracił jednak ok. 20 zabitych i kilkunastu rannych, wielu miało też odmrożenia. Z tego powodu był zmuszony wycofać się. 29 stycznia spiskowcy, których zostało jedynie 26, postanowili podzielić się na małe grupki, aby ujść w tundrę do Nieńców prowadzących hodowle reniferów. Do 1 lutego trwał pościg za nimi, który doprowadził do zabicia lub wyłapania wszystkich buntowników. Oddziałek dowodzony przez  Rietiunina z pozostałymi przywódcami został okrążony i zniszczony nad rzeką Małyj Tieriechowej, dopływem Łyży. 16 września odbył się proces 50 aresztowanych, z których większość skazano na karę śmierci.